# 12631 Mariekebaan
12631 Mariekebaan eller 3051 T-1 är en asteroid i huvudbältet som upptäcktes den 26 mars 1971 av den nederländsk-amerikanske astronomen Tom Gehrels och det nederländska astronomparet Ingrid van Houten-Groeneveld och Cornelis Johannes van Houten vid Palomarobservatoriet. Den är uppkallad efter Marieke Baan.
Asteroiden har en diameter på ungefär 8 kilometer.